# Eduardo Pinho Moreira
Eduardo Pinho Moreira (Laguna, 11 de julho de 1949) é um médico cardiologista e político catarinense, filiado ao Movimento Democrático Brasileiro (MDB). Foi governador de Santa Catarina por dois mandatos.
Escolheu sua profissão de médico ainda muito jovem, por paixão e vocação. Filho de Hindemburg Moreira e Maria Adelaide Tasso Pinho Moreira, formou-se em Medicina pela Universidade Federal de Juiz de Fora e fez duas especializações (em Cardiologia e em Medicina do Trabalho). Casou-se com Ivane Fretta Moreira em 1976, com quem teve 4 filhos: Eduardo (maio/1977), Paulo (outubro/1979), Roberto (janeiro/ 1981) e Isabel (agosto/1985). Em 2013, após uma fatalidade, ficou viúvo de Ivane. Em 2017, casou-se com Nicole Torret Rocha.

## Início da atividade profissional e política
Eduardo Pinho Moreira iniciou sua atividade profissional, como médico, em Criciúma. Entrou na política, incentivado por diversos setores, elegendo-se deputado federal constituinte (1987-1991) pelo PMDB. Em sua atuação parlamentar, contribuiu para a garantia de direitos sociais inscritos na Constituição – especialmente na área da saúde. Em 1990, foi reeleito deputado federal por mais quatro anos (1991-1995), obtendo grande apoio da população de Criciúma, Laguna e toda a região sul de Santa Catarina. Devido ao trabalho realizado como deputado federal, foi eleito prefeito de Criciúma (1993-1996) com votação expressiva. No Executivo municipal de Criciúma, Eduardo Moreira é considerado até hoje um dos melhores prefeitos que a cidade já teve, com participação muito forte na área social. Em 1997, foi convidado para assumir a Casa Civil do Governo do Estado e para presidir a Celesc - Centrais Elétricas de Santa Catarina.

## Carreira na medicina e o retorno à política
Em 1998, Eduardo Pinho Moreira retornou à atividade médica. De 1999 a 2004, também passou a desenvolver um destacado trabalho de estudos e pesquisa voltado para a formação de novas lideranças, quando exerceu a presidência da Fundação Ulysses Guimarães/SC – órgão de estudo do PMDB. Foram quatro anos de dedicação ao saber e à medicina, até que, em 2002, recebeu um convite de Luiz Henrique da Silveira, para ser seu vice, na caminhada rumo ao Governo do Estado. O convite foi aceito e a candidatura bem sucedida. Em 1º de janeiro de 2003, toma posse como vice-governador de Santa Catarina. Exerce o mandato até o afastamento do então governador Luiz Henrique da Silveira, em 9 de abril de 2006, que deixou o Executivo para se dedicar à campanha de reeleição. 
Luiz Henrique da Silveira e Eduardo Pinho Moreira deram início à política de descentralização administrativa em Santa Catarina, levando o governo a todas as regiões do Estado. 
De 2007 a 2009 foi novamente presidente da Celesc, realizando o projeto de levar luz a todos os municípios do estado. Em 2010 foi eleito vice-governador ao lado do governador Raimundo Colombo. Em 2014 foi reeleito para continuar seu trabalho de dedicação e compromisso com o bem-estar dos catarinenses e com o desenvolvimento social e econômico dos 295 municípios de Santa Catarina.